# Dodge 100 "Kew"

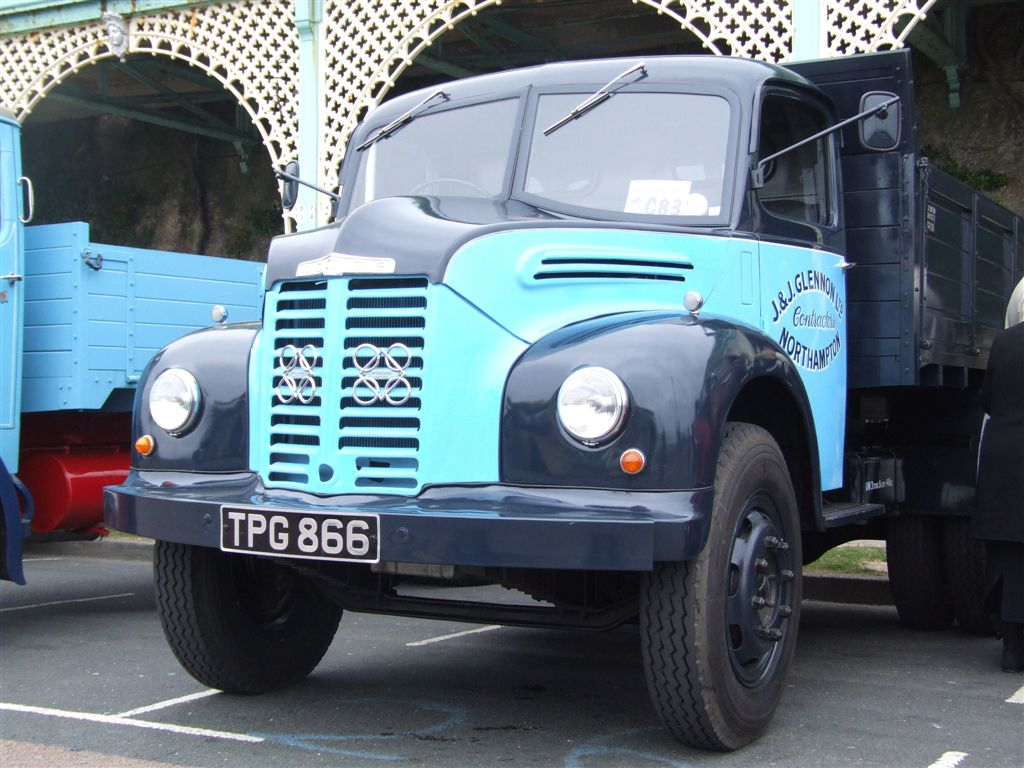
Dodge Kew "Parrot Nose" tipper truck

Le Dodge 100 «Kew» était une gamme de camions fabriqués de 1949 à 1957 par la société américaine Dodge dans leur usine britannique de Kew, Londres. Les camions étaient souvent surnommés «parrot nose» en raison de leurs capots et de leurs calandres de forme distincte. La plupart des camions étaient propulsés par des moteurs diesel de Perkins ou essence de Chrysler. La carrosserie de la cabine a été construite par Briggs Motor Bodies et était partagée avec les Ford Thames ET6 et Leyland Comet. Ils ont été mis en vedette dans le film Train d'enfer de 1957.
En Inde, le même modèle a été fabriqué par Premier (automobile) et la production s'est poursuivie jusqu'aux années 1980. Beaucoup étaient encore en activité en 2016 dans certaines régions. Depuis le début des années 1970, il est connu sous les noms de Premier Roadmaster pour les versions diesel et de Pioneer pour les versions essence, ou simplement connu sous le nom de Fargo.

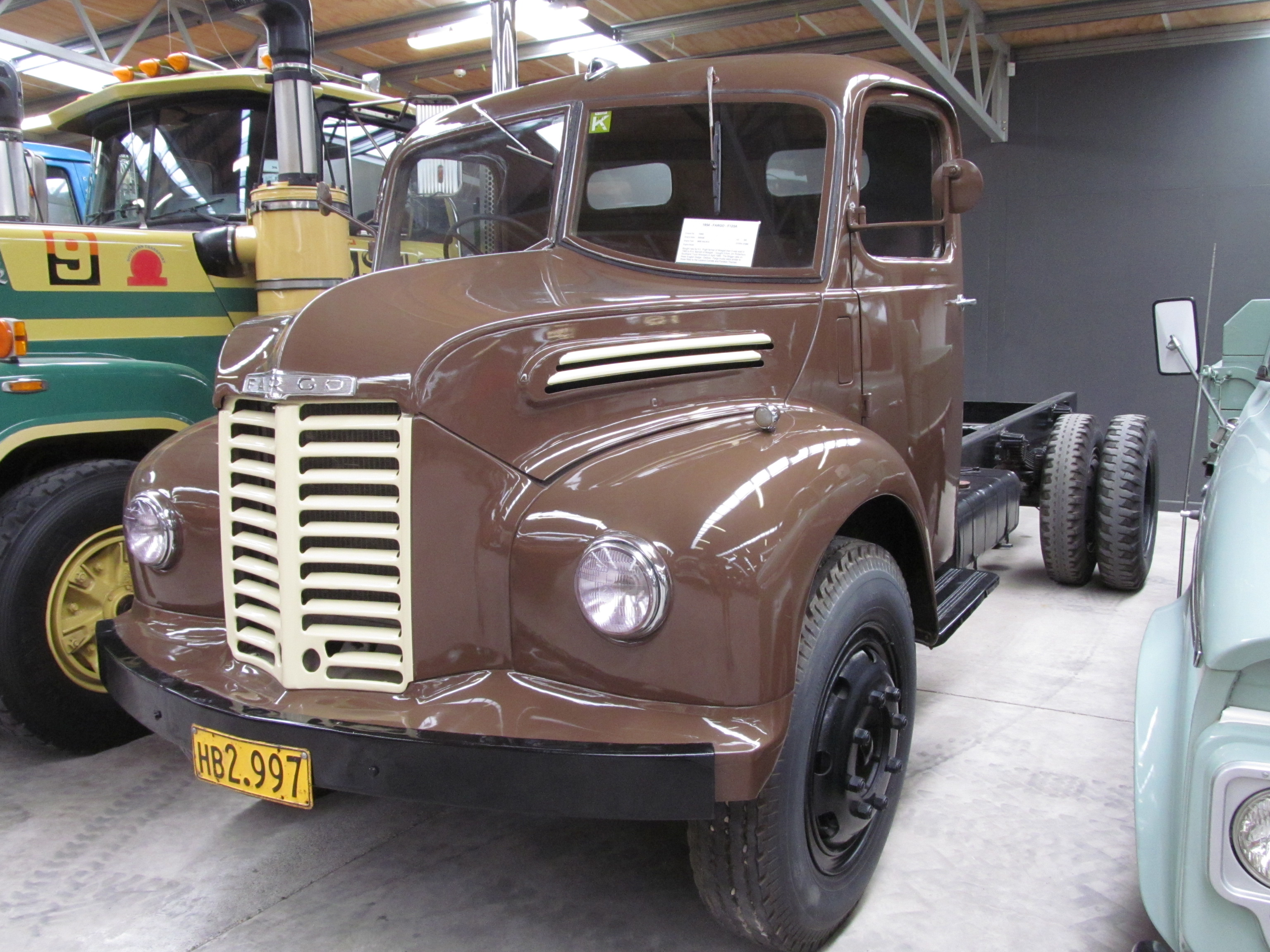
Fargo 1954 en Nouvelle-Zélande

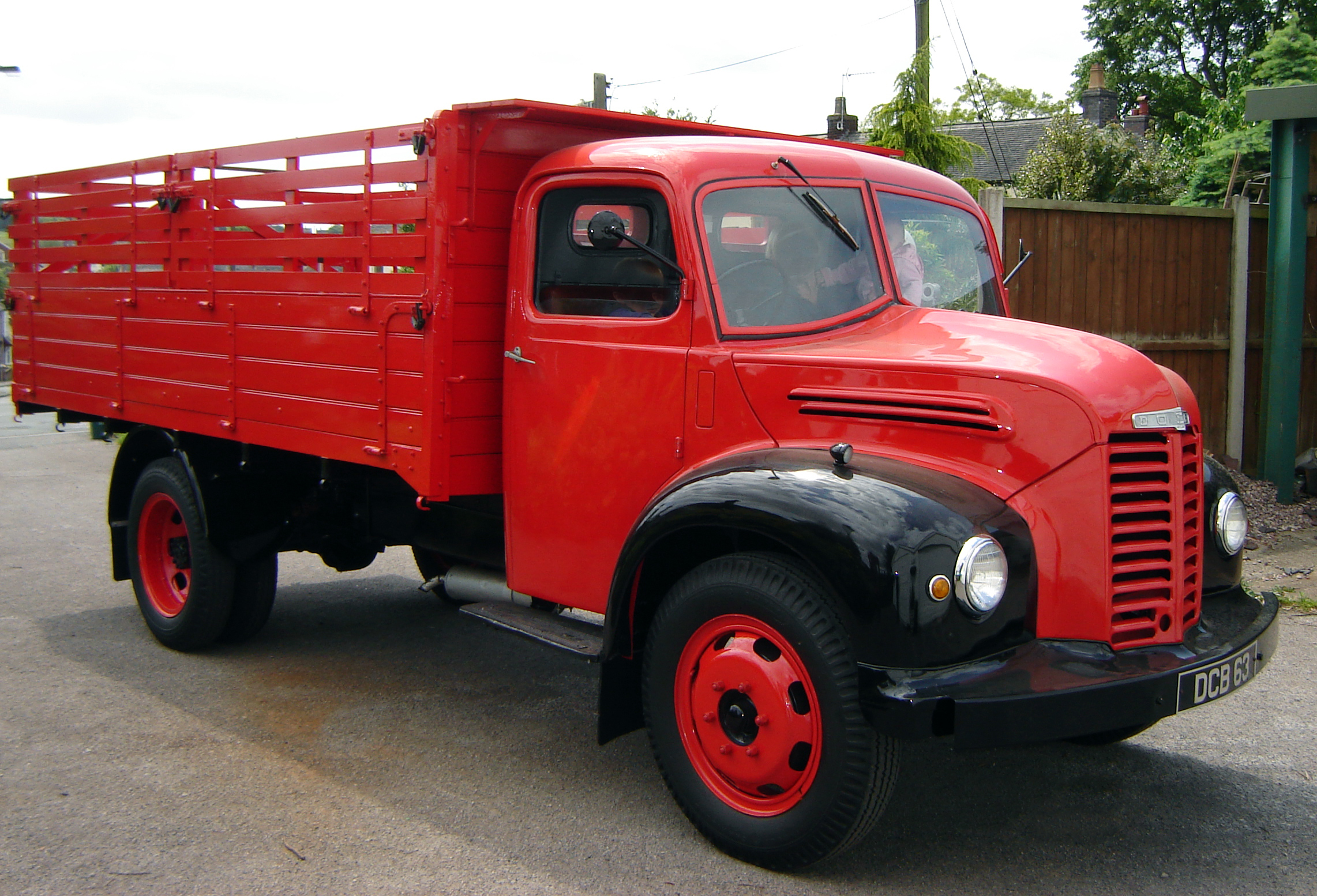
Dodge Kew "Parrot Nose"